# أما آتا أيدو
أما آتا أيدو (بالإنجليزية: Ama Ata Aidoo) (و. 1942  م) هي شاعرة، وروائية، وكاتِبة، وسياسية غانية.

## روابط خارجية
- أما آتا أيدو على موقع الموسوعة البريطانية (الإنجليزية)
- أما آتا أيدو على موقع ميوزك برينز (الإنجليزية)
- أما آتا أيدو على موقع ديسكوغز (الإنجليزية)